# 80º aniversario de la Victoria en la Gran Guerra Patria (diamante)
El diamante 80 años de la Victoria en la Gran Guerra Patria (nombre original en ruso: 80 ле́т Побе́ды в Вели́кой Оте́чественной войне́), propiedad del estado ruso, conmemora la victoria de la Unión Soviética en la Segunda Guerra Mundial. Con un peso de 468,3 quilates (93,7 g), es un diamante en bruto único, hallado en 2025 en la mina de Verjnemunskom, situada cerca de la localidad de Udachni, en la Siberia central.

## Descripción
Es el mayor diamante de calidad gema hallado hasta 2025 en Rusia. Con un elegante color ámbar, el tamaño del cristal es de 56 × 54 × 22 mm. El diamante se halló en el año del ochenta aniversario de la victoria de la Unión Soviética en la Segunda Guerra Mundial, circunstancia que propició que se le pusiera el nombre con el que se conoce.